# لاري أوغستين
لاري أوغستين (بالإنجليزية: Larry Augustin)‏ هو عالم حاسوب وشخصية أعمال ومهندس أمريكي، ولد في 10 أكتوبر 1962.

## وصلات خارجية
- الموقع الرسمي
- لاري أوغستين على موقع IMDb (الإنجليزية)
- لاري أوغستين على موقع أول موفي (الإنجليزية)
- لاري أوغستين على موقع قاعدة بيانات الفيلم (الإنجليزية)
- لاري أوغستين على موقع كينوبويسك (الروسية)